# Estación Ramón Santamarina
Ramón Santamarina es una antigua ex estación ferroviaria, ubicada en la localidad homónima del partido de Necochea, en la Provincia de Buenos Aires, Argentina.

## Servicios
Fue una estación del ramal Defferrari - Coronel Dorrego del Ferrocarril del Sud. Al nacionalizarse y reorganizarse los ferrocarriles en 1946, pasó a formar parte de la red del Ferrocarril General Roca. El ramal fue clausurado en 1961 durante el gobierno del Dr Frondizi, y posteriormente se levantó la vía. El edificio principal y el tanque de agua se conservaban aún, con algún deterioro, a comienzos de 2008.